# Itinerário de Barro
As Tábulas de barro de Astorga, também denominadas Itinerário de Astorga ou enfim Itinerário de barro, são quatro placas de barro cozido, que datam do fim do século III, conservadas no Museu Arqueológico das Astúrias, que descrevem cinco itinerários de vias romanas de Hispânia, com as mansiones e as milhas entre elas.

## Descrição
As placas retangulares, medindo aproximadamente 14 por 12 centímetros, encontradas na cidade leonesa de Astorga, pertenciam ao colecionador Sebastián Soto Cortés, morador de Cangas de Onís, Astúrias, que as vendeu ao Museu de Oviedo. Elas foram encontrados em pedaços bastante fragmentados que tiveram que ser reconstruidos. No total, elas contêm cinco rotas muito resumidas. Cada uma das placas, numeradas pelos investigadores, informa sobre os seguintes percursos:

### Placa I
Descreve o percurso de Legião (Leão ) a Porto Blêndio (Suances), na atual Cantábria.
Ela é feita de barro acastanhado cozido com uma pátina em dois tons, provavelmente devido às peças estarem em ambientes diferentes. A superfície ligeiramente ondulada denota que essas placas foram feitas batendo a palma da mão numa folha de barro fresco, antes de escrever nela com um punção, como nas placas de cera. A altura da placa é de 14,5 cm, sua largura é de 12,4 cm e sua espessura é de 0,7 cm.
| [VIA] L(EGIONE) VII GEMINA AD PORTVM       |
| BLE(N)DIVM                                 |
| RHAMA VII MIL(L)IAS                        |
| AMAIA XVIII                                |
| VILLEGIA V                                 |
| LEGIO I[III] V                             |
| O[C]TA[V]IOLCA V                           |
| IVLIOBRIGA X                               |
| ARACILLVM V                                |
| PORTVS BLEN[DIVM]                          |
| [C(aius) LEP(idus) M(arci filius)] II. VIR |

O percurso listado nesta placa apresenta um problema bastante complexo. Em primeiro lugar, a constatação do número total de milhas não corresponde à distância real entre Leão e Suances, um equívoco que levou à elaboração de inúmeras hipóteses em busca de uma "milha cantábrica" de valor superior ao normal. Por outro lado, existem mansões que são totalmente desconhecidas, como por exemplo "Rhama", que não aparece em nenhuma outra referência escrita, e outras cuja localização é desconhecida.

### Placa II
Com dois itinerários, de Lucus (Lugo) a Iria Flávia  e de Lucus a Dactonium (atual Monforte de Lemos ).
É a única placa que mantém sua forma original, que se perdeu nas demais. Tem um orifício circular que indica que este, como os outros, provavelmente foi pendurado para fornecer informações a um número mais ou menos grande de pessoas. É formado por uma pátina ocre mais ou menos escura, porque indubitavelmente assentam em ambientes diferentes, como já se pode ver na placa número I. Tem uma altura de 16,6 cm, uma largura de 12 cm e uma espessura de 0,7 cm. Falta uma peça triangular na linha 1, após a palavra VIA, que se perdeu após a primeira publicação. Provavelmente continha o L de L VCO. Na linha 6 também falta outro fragmento triangular que seguramente continha o E final de AQVAE (AE junto) e o G de AVGVSTI. Costuma-se também incorporar na mesma linha uma peça solta que, aparentemente, está atualmente fixada de forma imprecisa em uma posição ligeiramente à direita de sua provável posição original. É a única placa com a assinatura completa.
| VIA [L]VCO AVGVSTI AD IRIA                 |
| PONTE MARTIAE XI                           |
| BREV[I]S XIII                              |
| ASECONIA XI                                |
| IRIA XV                                    |
|                                            |
| VIA LVCO AVGVSTI A[D DACTIONVM]            |
| AQVAE QVINT[IAE]                           |
| DACTIONVM X(?)...                          |
| [C(aius) LEP(idus) M(arci filius)] II. VIR |

### Placa III
De Astúrica ( Astorga ) a Emerita ( Mérida ).
É feita de barro ocre, com uma pátina esverdeada. Tem 14 cm de altura, 11,8 cm de largura e 0,7 cm de espessura. Possui marcas nítidas dos sulcos da palma da mão do modelador. Após sua primeira publicação, perdeu-se uma peça triangular, danificando as linhas 10 e 11, e outra, maior, que se partiu em duas, e que danificou o início das quatro últimas linhas.
| VIA ASTVRICA AD EMERIT(AM) AVGVS(TAM)      |
| BE[D]VNIA VII MILLAS                       |
| BRIGECIO X                                 |
| VICO AQVARO X (?)                          |
| OCELODVRI XI                               |
| SABARIAM VIII                              |
| SALM[ANTICA]                               |
| SENT[ICA]                                  |
| AD LI[PPOS]                                |
| CAEC[ILIO VICO]                            |
| CAPARA X...(?)                             |
| RVSTICIAN[A]                               |
| TVRMVLVS X...(?)                           |
| CASTRIS CAECI[LIIS]                        |
| AD SORORES X (?)...                        |
| EMERITA XII                                |
| [C(aius) LEP(idus) M(arci filius)] II. VIR |

### Placa IV
De Astúrica a Brácara Augusta (Braga), pela Via XVII.
Como as anteriores, é uma placa de barro cozido de cor ocre clara na maioria dos fragmentos; outros mais escuros. Tem uma altura de 14,2 cm, uma largura de 12 cm e uma espessura de 0,7 cm. Falta o canto inferior esquerdo que, após sua publicação, se desprendeu da peça quase quadrada que compõe o início das três últimas linhas. Perdeu-se também um pequeno pedaço sem letras no bordo inferior, sob a milha XII de Brácara.
| [VI]A ASTV[RICA] AD BRACA                  |
| RA                                         |
| ARGENTIOLVM V MILLAS                       |
| PETAVO[NIV]M VIII                          |
| VI[NIATIA]                                 |
| COM[PLEV]TICA XII                          |
| ROB[ORE]TVM XII                            |
| AD AQVAS XV                                |
| AQVIS ORIGINIS VII                         |
| SALA[N]IA X                                |
| BRACARA XII                                |
| [C(aius) LEP(idus) M(arci filius)] II. VIR |

As placas são assinadas pelo Duúnviro C(aius) Lep(idus) M(arci) filius: Gaius Lepidus filho de Marcus, embora apenas uma das placas atualmente preserve seu nome completo. García Bellido indicou que as placas seriam penduradas, possivelmente, na parede de um Mansio, a fim de serem consultadas publicamente (uma das placas contém um orifício), enquanto Tranoy defende um uso privado por Caio Lepidus.

## Controvérsia sobre sua autenticidade
As placas foram dadas a conhecer pela primeira vez por Antonio Blázquez em 1920, no Boletim da Real Academia de Historia, que  mostrou na altura algumas dúvidas sobre a autenticidade das placas. A mesma posição foi mantida pelo francês Besnier. Porém, José Manuel Roldán Hervás, em 1971, foi mais preciso, pois sustentou que apenas uma das tábuas, a IIª, seria autêntica.
Os argumentos usados por aqueles que alegam sua falsidade são de dois tipos: paleográficos (certas estranhezas no traçado de algumas letras) e erros grosseiros na atribuição de distâncias em algumas etapas.
Esses argumentos foram combatidos por Claudio Sánchez Albornoz, e sobretudo por Antonio García Bellido, num artigo de 1975. Este autor mostrou que as variantes paleográficas eram recorrentes e normais. Quanto aos erros nas distâncias, indicou que, o único um tanto chocante, provinha da identificação gratuita, por parte dos investigadores, da Legio, com León, quando a seu ver, na altura a Legião IV estava acampada em Segisamo (hoje Sasamón). Alguns anos depois , Joaquín González Echegaray também negou que fossem falsas.
Tal como o francês Alain Tranoy  que defendeu, com argumentos semelhantes, a autenticidade das Tabulas de Astorga. No entanto, Tranoy discorda um pouco na datação. Mas um estudo  através da termoluminiscência, do Laboratorio de Datación y Radioquímica de la Universidad Autónoma de Madrid permitiu autenticar as tábulas e data-las entre 267 e 276 d.C.